# Casa Guatapara
Casa Guatapara é um prédio localizado centro da cidade de São Paulo. Situa-se no número 120 da rua Barão de Itapetininga e conta com colunas gregas na altura do sétimo andar. O prédio pertencia à Companhia Agrícola Guatapará, juntamente com o Guataparazinho, que pleiteou suas reformas no ano de 1993.